# Silénos

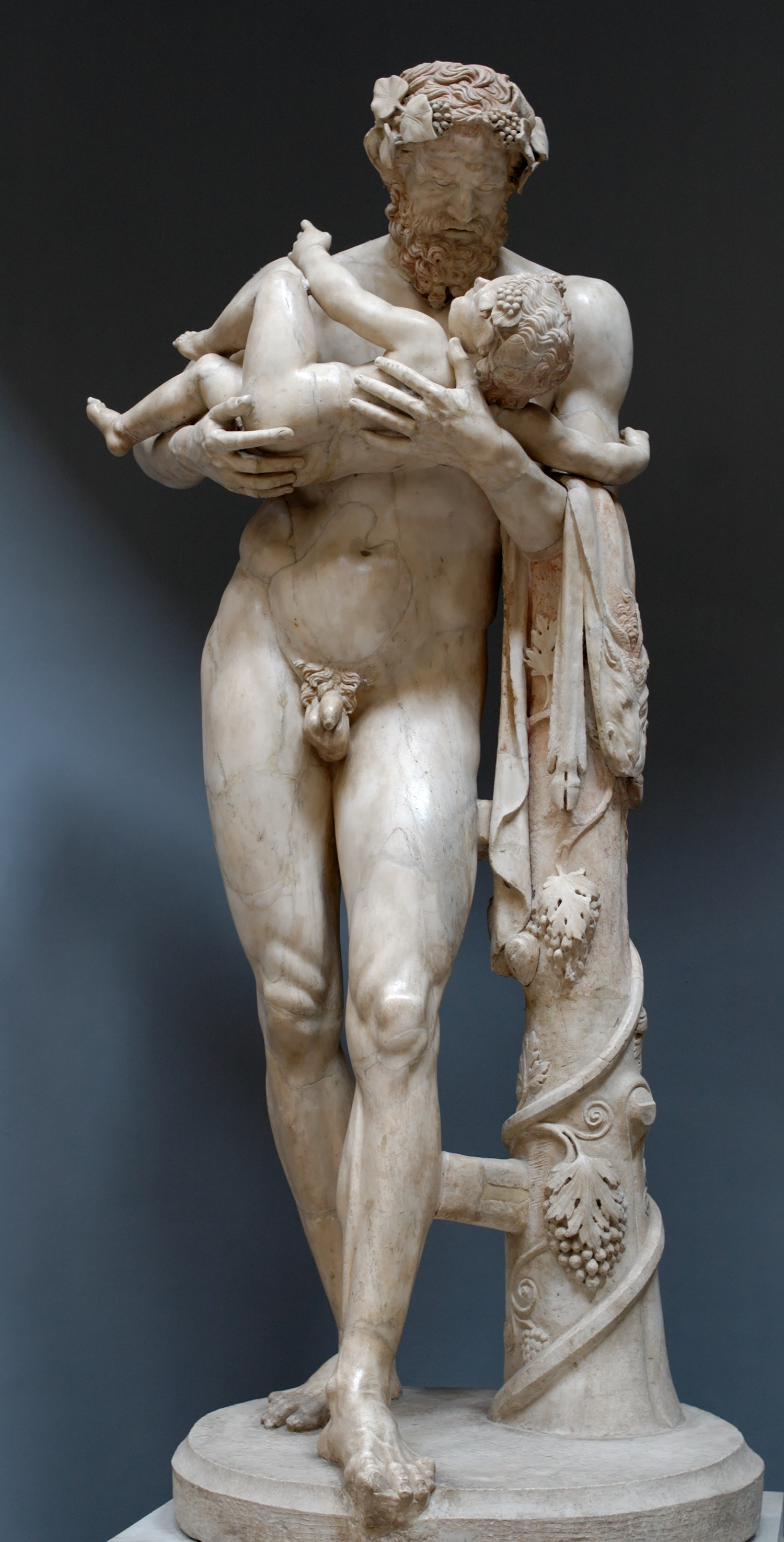
Silén s malým Dionýsem

Silénos (řecky Σειληνός, latinsky Silenus) je v řecké mytologii vychovatel a průvodce boha vína Dionýsa.
Jeho původ je neurčitý, uvádí se, že jeho otcem je bůh Hermés nebo snad lesní bůh Pan. V bájích se vyskytuje až jako stařec, ne však nerudný a zlý. Naopak to je stařík veselý, poněkud prostomyslný, vyhledávající zábavu i pití. Protože mu už z bujarého života neslouží nohy, nechává se vodit svými druhy nebo se vozí na oslu. Má však i věštecký dar a pronáší mnohá moudra o životě.
Jeho druhové jsou Silénové, sídlí na březích vod a u jejich pramenů. Často jsou zaměňováni s Panem nebo ještě více se Satyry. Ti však žijí v horách a v lesích. Nejstarší ze Silénů se jmenoval Papposilénos.

## Odraz v umění

### Sochařství
Mezi nejznámější patří
- bronzová socha Opilý Silénos, asi z počátku n. l., (původně v Pompejích, dnes je v neapolském Národním muzeu)
- helénistická socha Silénos a malým Mínotaurem, z 2. století př. n. l., (dnes ve Vatikánském muzeu)
- Silén s malým Dionýsem - římská kopie z řeckého originálu ze 4. století př. n. l., (dnes v petrohradské Ermitáži)

### Malířství
- Petrus Paulus Rubens: Opilý silén, olejomalba v nadživotním měřítku; Staatliche Kunstsammlungen Drážďany